# Vatreno ludilo
Vatreno ludilo je pjesma splitske hard rock grupe Rawbau. Glazbu i stihove je u siječnju 2008. napisao gitarist grupe Slaven Bilić, ujedno i izbornik hrvatske nogometne reprezentacije. Pjesma je postala neslužbena himna izabrane vrste uoči Eura 2008.
Spot za pjesmu snimljen je na ljetnoj pozornici splitskog kina "Tesla" u režiji Radislava Jovanova - Gonza. Premijera spota održana je 6. svibnja 2008. u zagrebačkom klubu "Roko".

## Vanjske poveznice
- Spot za pjesmu na YouTubeu